# The Durutti Column
The Durutti Column er et engelsk postpunk-band som blev dannet i Manchester, England i 1978. Bandet har i lange perioder egentlig været et enmandsprojekt, men guitaristen, sangeren og pianisten Vini Reilly har ofte være akkompagneret af andre, hovedsageligt trommeslageren Bruce Mitchell og Keir Stewart på bas, keyboards og mundharpe.

## Historie
The Durutti Column blev samlet i 1978 af Tony Wilson og Alan Erasmus. De, der senere blev partnere i Factory Records, samlede bandet af resterne af en opløst punkband. De kaldte bandet "The Durutti Column" - en fejlstavet variant af Buenaventura Durrutis anarkistiske kolonne under den spanske borgerkrig. Vini Reilly, og endnu et par medlemmer, tilsluttede sig kort efter. Men efter debutalbummet begyndte medlemmerne at skændes, og alle, undtagen Vini Reilly, forlod bandet.

## På film
The Durutti Column, der på det tidspunkt kun bestod af Vini Reilly, portræteres i filmen 24 Hour Party People. Vini Reilly spilles af Raymond Waring.

## Diskograf i udvalg
- 1980 - The Return of the Durutti Column
- 1981 - LC
- 1983 - Another Setting
- 1983 - Live at The Venue, London
- 1983 - Amigos Em Portugal
- 1984 - Without Mercy
- 1986 - Circuses and Bread
- 1986 - Live at The Bottom Line
- 1987 - The Guitar and Other Machines
- 1989 - Vini Reilly
- 1990 - Obey the Time
- 1994 - Sex and Death
- 1996 - Fidelity
- 1998 - Time was Gigantic... When we Were Kids
- 2001 - Rebellion
- 2003 - Someone Else's Party
- 2004 - Tempus Fugit
- 2006 - Keep Breathing
- 2007 - Idiot Savants
- 2008 - Sunlight to Blue... Blue to Blackness
- 2008 - Treatise on the Steppenwolf
- 2009 - Love ind i the Time of Recession
- 2009 - A Paean To Wilson
- 2011 - Chronicle
- 2012 - Short Stories For Pauline
- 2014 - Chronicle XL